# العراق في الألعاب الأولمبية الصيفية 2008

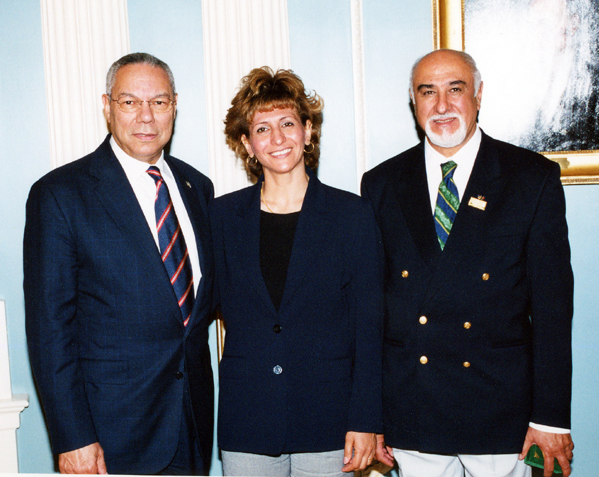
وزير الخارجية الأمريكي السابق كولن باول مع عضوي اللجنة التنفيذية إيمان صبيح و أحمد السامرائي.

العراق في الألعاب الأولمبية الصيفية 2008 تنافس العراق في دورة الألعاب الأولمبية الصيفية لعام 2008، التي عقدت في بكين، الصين في الفترة 8 أغسطس - 24 أغسطس 2008 ، بمشاركة سبعة عراقيين، في 24 يوليو 2008 منع العراق من دورة الألعاب الأولمبية عام 2008 وبعد خمسة أيام من المفاوضات رفعت اللجنة الأولمبية الدولية المنع.

## المشاركون
| الاسم     | الرياضة          |
| --------- | ---------------- |
| حيدر ناصر | الألعاب الرياضية |
| دانا حسين | الألعاب الرياضية |
| حمزة      | تجذيف            |
| حيدر      | تجذيف            |

## انظر ايضاً
- اللجنة الأولمبية الوطنية العراقية